# Manureva
El Manureva (originalmente llamado Pen Duick IV) fue un trimarán de carreras construido a medida,famoso por ser el primer velero de carreras multicasco oceánico, abriendo el camino a la supremacía en velocidad de este tipo de barco sobre los monocascos. Ganó la Regata Transatlántica en Solitario de 1972, patroneado por Alain Colas, y se perdió en el mar con Colas a bordo durante la primera regata transatlántica en solitario "Ruta del Ron" en 1978.

## Desaparición
Colas volvió a embarcarse en el Manureva para la primera edición de la Ruta del Ron en 1978. Esta carrera recorre 5.650 kilómetros en un recorrido ortodrómico desde Saint-Malo (Francia) hasta Pointe-à-Pitre (Guadalupe, Francia) y se celebra cada cuatro años, en el mes de noviembre. Tras la salida el 5 de noviembre, y tras haber pasado las islas Azores el día 16, el patrón envió su último mensaje por radio en el que informaba de que estaba haciendo un buen viaje, navegaba a la cabeza de la carrera, entre los líderes y también mencionó que se acercaba una tormenta. Se perdió en el mar con su barco. 